# Nuevo Orden Mundial (conspiración)

El lema Novus ordo seclorum o «Nuevo orden de los siglos» aparece en el reverso del Gran Sello de los Estados Unidos, e igualmente se encuentra en el reverso de los billetes de un dólar estadounidenses.

La teoría de conspiración del llamado Nuevo Orden Mundial afirma la existencia de un plan diseñado con el fin de instaurar un gobierno único —burocrático y controlado por sectores elitistas y plutocráticos— a nivel mundial.
La expresión Nuevo Orden Mundial se ha usado para referirse a un nuevo período de la historia y se pretende, de este modo, que hay pruebas de cambios drásticos en las ideologías políticas y en el equilibrio de poderes. El primer uso de esta expresión aparece en el documento de los Catorce Puntos del presidente de Estados Unidos Woodrow Wilson, que hace una llamada, después de la Primera Guerra Mundial, para la creación de la Sociedad de las Naciones, antecesora de la Organización de las Naciones Unidas.[cita requerida]
La frase se usó con cierta reserva al final de la Segunda Guerra Mundial, cuando se describían los planes para la creación de las Naciones Unidas y los Acuerdos de Bretton Woods debido a la asociación negativa resultante del fracaso de la Sociedad de Naciones.
El uso más amplio y reciente de esta expresión se origina sobre todo con el final de la Guerra Fría. Los presidentes Mijaíl Gorbachov y George H. W. Bush usaron el término para tratar de definir la naturaleza de la posguerra fría y el espíritu de cooperación que se buscaba materializar entre las grandes potencias.[cita requerida]

## Historia
Los illuminati —una sociedad secreta fundada en 1776 con el fin de promover ideas de la Ilustración— estuvieron aparentemente involucrados en una conspiración que buscaba reemplazar las monarquías absolutas y la preponderancia de la Iglesia por el «gobierno de la razón», que era el objetivo general de la ideología liberal, revolucionaria e igualitaria dominante entre la intelectualidad de la época. Después de que el complot se descubrió, el grupo fue prohibido por el gobierno bávaro (1784) y aparentemente se disolvió en 1785.
Sin embargo, los documentos relacionados con la conspiración se publicaron, y se alertó así a la nobleza y al clero de Europa, lo que le dio a la conspiración una gran publicidad y llevó a algunos pensadores a sugerir que todavía existía y que su objetivo era derrocar a los gobiernos europeos. Por ejemplo, Edmund Burke (1790) le da alguna credibilidad, aunque sin mencionar específicamente cuál sería el grupo responsable, y Seth Payson afirma ─en 1802─ que los illuminati todavía existían. Algunos autores ─por ejemplo Augustin Barruel y John Robison─ llegaron incluso a sugerir que los Illuminati estaban detrás de la Revolución francesa, sugerencia que Jean-Joseph Mounier rechaza en su libro de 1801 On the Influence Attributed to Philosophers, Free-Masons, and to the Illuminati on the Revolution of France, «Sobre la influencia atribuida a filósofos, francmasones e Illuminati respecto a la Revolución francesa», aún no traducido al español.
Posteriormente, en 1903 el servicio secreto ruso de la época publicó el famoso alegato antisemita falsificadoLos protocolos de los sabios de Sion como una obra de propaganda antirrevolucionaria que incorporó casi textualmente argumentos encontrados en el Diálogo en el infierno entre Maquiavelo y Montesquieu, un ataque ─en 1864─ del legitimista militante Maurice Joly contra Napoleón III. Nora Levin indica que los Protocolos gozaron de gran popularidad y grandes ventas en los años veinte y treinta. Se tradujeron a todos los idiomas de Europa y se vendían ampliamente en los países árabes, en los Estados Unidos e Inglaterra. Pero fue en Alemania, después de la Primera Guerra Mundial, donde tuvieron su mayor éxito. Allí se utilizaron para explicar todos los desastres que ocurrieron en el país: la derrota en la guerra, el hambre, la inflación destructiva, etc.
A partir de agosto de 1921, Hitler comenzó a incorporarlos en sus discursos, y se convirtieron en lectura obligatoria en las aulas alemanas después de que los nazis llegaron al poder. En el apogeo de la Segunda Guerra Mundial, Joseph Goebbels (ministro de propaganda nazi) proclamó: «Los protocolos de los sionistas son tan actuales hoy como lo fueron el día en que fueron publicados por primera vez». En palabras de Norman Cohn, esto sirvió a los nazis como «autorización del genocidio».
Posteriormente, en los Estados Unidos, durante el periodo del Peligro Rojo, teóricos estadounidenses de la conspiración ─tanto fundamentalistas cristianos como seculares antigobierno central─ fueron abrazando y promoviendo cada vez más una percepción de la masonería, del liberalismo y de la «conspiración judeo-marxista» como la fuerza directriz de la ideología del «ateísmo estatal», «colectivismo burocrático» y «comunismo internacional». (en EE. UU. esos términos generalmente se emplean por esos sectores para referirse a, respectivamente, la Separación Iglesia-Estado; acción gubernamental en asuntos de seguridad social y organismos internacionales, tales como las Naciones Unidas)[cita requerida]
Así, por ejemplo, empezando en los 1960, grupos como la John Birch Society y el Liberty Lobby dedicaron muchos de sus ataques a las Naciones Unidas como vehículo para crear «Un Gobierno Mundial», promoviendo una posición de desconfianza y aislacionismo en relación con ese organismo. Adicionalmente, Mary M. Davison, en su The Profound Revolution de 1966 trazó el origen de la supuesta conspiración del Nuevo Orden Mundial a la creación del Sistema de Reserva Federal en EE. UU. por un «grupo de banqueros internacionales» que posteriormente habrían creado el Consejo de Relaciones Exteriores (CFR) en ese país como «gobierno en las sombras». Cabe considerar que en aquellas fechas la frase «grupo de banqueros internacionales» se entendía como referencia a personas tales como David Rockefeller o a la familia Rothschild.
Posteriormente, y a partir de la década de 1970, Gary Allen sostiene que el término Nuevo Orden Mundial es utilizado por una élite internacional secreta dedicada a la destrucción de todos los gobiernos independientes. Con ese autor el mayor peligro deja de ser la conspiración cripto-comunista y se transforma en la élite globalista que algunos identifican con el atlantismo del Grupo Bilderberg. Muchos de los mismos personajes ─como Rockefeller─ todavía ocupan un papel central pero no ya como cripto-comunista sino como parte de un grupo plutocrático y elitista, grupo que controlaría tanto los gobiernos y sus instituciones ─especialmente las policías secretas─ como organismos internacionales. 
Un papel importante en la generalización de esa percepción fue desempeñado por la trilogía satírica «The Illuminatus», de Robert Anton Wilson que, a pesar de ser una parodia de la paranoia de sectores norteamericanos acerca de las conspiraciones secretas y de que el propio autor ha dicho en más de una ocasión que no pretende que sea tomada en serio, llegó a tener influencia, probablemente debido a que Wilson busca crear en el lector una fuerte duda acerca de lo que es real y lo que no lo es, elaborando curiosas teorías a partir de una mezcla de hechos históricos con hechos fantásticos, citando autores imaginarios, pero creíbles, con autores reales ya tanto obscuros como conocidos, pero a veces sutilmente fuera de contexto. Por ejemplo, citas de Isaac Newton acerca de la alquimia y la orden de la Rosacruz que necesitan cuidadosa examinacion para determinar si son correctas y relevantes.[cita requerida]
Esta “popularidad” de la teoría se acrecentó cuando —en 1990, poco después de la caída del Telón de Acero— el entonces presidente de los Estados Unidos, George H. W. Bush, hizo varias referencias al Nuevo Orden Mundial. A pesar de que esas referencias fueron percibidas a nivel internacional como para establecer ─en el  contexto político de la fecha─ los objetivos de la diplomacia de ese país, la llamada propuesta de la Pax Americana, muchos las entendieron como una validación de la teoría de la conspiración del NOM.[cita requerida]

## Especulaciones acerca de los dirigentes de la conspiración
Para muchos, los conspiradores son simplemente «ellos», un grupo amorfo que incluye a todos y a todo individuo u organismo percibido como poderoso. Así, los participantes en la conspiración podrían incluir ─aparte de los ya mencionados: capitalistas, comunistas, los judíos, illuminati, la nobleza, los banqueros, los magnates, los plutócratas─ a grupos tales como los masones, grupos infiltrados en la Iglesia católica, los políticos los gobiernos ─algunos o todos─, la cosa nostra, Fuerzas Armadas, entre otros, lo que se extendería incluso a los medios de comunicación, la Casa Blanca, los ecologistas, las Naciones Unidas e incluso, de comprobarse su existencia, los extraterrestres.
Se afirma también que muchas familias prominentes tales como, por ejemplo, los Rothschild, los Rockefeller, los Morgan, los Kissinger y los DuPont, lo mismo que algunos monarcas europeos, podrían ser importantes miembros, ya que mantienen relaciones entre sí como con figuras de alto poder. Organizaciones internacionales tales como los bancos centrales; o el Banco Mundial, el FMI, la Unión Europea y la ONU son mencionadas como componentes esenciales del NOM.
Por ejemplo, Émile Flourens, ministro de Asuntos Exteriores de Francia, denunció en un libro las premisas de la creación de la Sociedad de Naciones, antecesora de las Naciones Unidas, señalando las influencías masónicas para crear un gobierno mundial. Gary H. Kah considera que los masones son la fuerza que se halla detrás del plan de un gobierno mundial único, el Nuevo Orden Mundial.
Igualmente, los presidentes y primeros ministros de naciones son incluidos en la conspiración. Y, sin argumentos más claros, también los socialistas o marxistas. Por ejemplo, William F. Jasper, miembro de la John Birch Society, denunció la supuesta pertenencia socialista o marxista de todos los secretarios generales de las Naciones Unidas, membresía que se toma como la participación de una futura dictadura mundial, una teoría parecida a las de John Coleman.
Consecuentemente, los partidarios de esta teoría sugieren que ellos pueden afirmar hasta cierto punto quién forma parte de este grupo. Nadie puede determinar quién "no es" parte del NOM.
Igualmente confusas o extensas son las especulaciones acerca de quienes serían los dirigentes de la supuesta conspiración. Según muchos de los proponentes de la teoría de la conspiración contemporánea, los Illuminati originales siguen existiendo y persiguen aún el cumplimiento de ese nuevo orden. Este grupo aglutinaría a los personajes más influyentes del mundo, los cuales se reúnen cada año en alto secreto en las reuniones del Grupo Bilderberg, guardados en todo momento por miembros de la CIA y el FBI (los Estados Unidos), el MI6 británico o la KGB, entre otros. Entre sus asistentes habituales se encuentran —de nuevo— David Rockefeller y «la familia Rotschild», junto a la Reina de Noruega y los presidentes de corporaciones como General Motors, Pepsi o Chrysler.
Otros grupos que, con alguna popularidad en los Estados Unidos en la actualidad, son percibidos como «líderes» en estos asuntos, se encuentran: «los sionistas», «el gobierno», los extraterrestres, los grupos plutocráticos, el grupo Bilderberg, y, particularmente entre sectores religiosos protestantes, los católicos.
Esta última sugerencia ganó una renovada popularidad entre esos sectores, cuando el conocido telepredicador protestante Pat Robertson afirmó, en su difundido libro New World Order (1991), que tanto Wall Street como el Sistema de Reserva Federal, el Council on Foreign Relations, el Grupo Bilderberg y la Comisión Trilateral organizan la conspiración a fin de ayudar al Anticristo.

## Planes putativos de los conspiradores
En esta área —más allá del aparente deseo de dominación mundial— parece haber aún más confusión. Las sugerencias van desde la implantación del reino del Anticristo, la cosecha de energía de los seres humanos, etcétera, hasta la mera ambición sin límites y el hecho de mantener a la gran mayoría sometidos y trabajando en provecho de los conspiradores ─ver por ejemplo la película Zeitgeist─. Sin embargo, cualquiera que sea ese gran objetivo final, sería imprescindible primero imponer un gobierno mundial.
Así, el llamado «proceso de globalización», iniciado a comienzos del siglo XX en todo el planeta, sería una de las múltiples facetas del establecimiento progresivo de este nuevo orden. Y, para lograr ese nuevo orden, los conspiradores buscan mantener al resto tanto en la ignorancia de la conspiración como divididos entre ellos. Para ello fomentan disensiones y conflictos, yendo tan lejos como a implementar actos terroristas a fin de culpar inocentes creando así, por un lado, esa división entre las víctimas de la conspiración y, por el otro, una situación que facilita la implementación de medidas coercitivas y dictatoriales ─ver por ejemplo: Movimiento por la verdad del 11-S y Loose Change─.
Además los conspiradores dispondrían ─y utilizarían─ una serie de programas, actividades y armas secretas, cuyo uso se extendería desde el traspaso secreto de armas convencionales o avanzadas a regímenes u organizaciones que son públicamente presentados como adversarios o enemigos de EE. UU., pasando por formas secretas de vigilancia sobre la totalidad de la población, el control mental de la misma y el uso de «controlados», individuos bajo la influencia de tales técnicas; la investigación y desarrollo de armas que controlan el clima algunas de las cuales podrían ser de origen extraterrestre y la diseminación de enfermedades tales como el sida.
En 2021 se relacionó el Nuevo Orden a la Pandemia de COVID-19 alegando que la Vacuna contra la COVID-19 posee nanochips que facilitarían el control de la población al conectarlas a ordenadores.

## Signos y pruebas de la conspiración

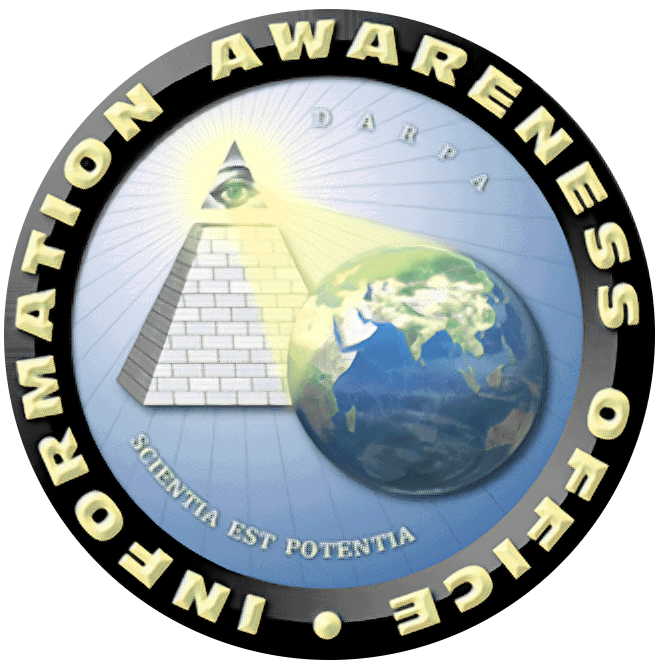
Logotipo del Information Awareness Office.

Los defensores de la teoría creen encontrar sus signos dispersos por toda clase de lugares y marcas. Por ejemplo, en logos de la industria musical, de corporaciones y organizaciones mundiales; en los murales en el Aeropuerto Internacional de Denver; pentagramas en los planos de la ciudad de Washington D. C. y los signos de la Francmasonería en sus edificios; el símbolo de los primeros Illuminati en el Sello de Estados Unidos con las palabras Novus Ordo Seclorum, impreso en los billetes de un dólar desde 1935 por el secretario del Tesoro de Estados Unidos, y en el logotipo del Information Awareness Office que fue creado por el Defense Advanced Research Projects Agency, que también lo tiene.

## Críticas
Según Jensen y Hsieh la teoría del NOM se caracteriza por poseer una visión casi apocalíptica del mundo, que conceptualiza los problemas y tentativa de solución en términos de un mal ─todo aquello con lo que no están de acuerdo─ y bien ─todo lo que aceptan─ absolutos, fuerzas que van ineludiblemente a una confrontación final en la que a menudo, pero no siempre, las acciones de los creyentes tendrán un papel decisivo.
Según Barkun los proponentes de la visión cometen dos errores: la «falacia furtiva» y la «fusión paranoica», que consiste en la absorción de temores de cualquier fuente. Ambos errores se combinan en la visión de un mundo en el cual todos los problemas son producto de conspiraciones en lugar de fuerzas sociales, políticas y económicas que debaten y se confrontan abiertamente y que en ocasiones llegan a acuerdos (véase conflicto social).
William Domhoff, profesor de psicología y sociología, escribe en «There Are No Conspiracies» que:

Hay varios aspectos de la visión general de las conspiraciones que no coinciden con lo que sabemos de las estructuras de poder. Primero: asume que un grupo reducido de individuos altamente educados y ricos desarrollan, de alguna manera, un deseo psicológico por el poder que los llevaría a hacer cosas que no corresponden con el papel que parecen tener. Por ejemplo, que capitalistas muy ricos ya no estarían interesados en hacer ganancias, sino dedicados a crear un gobierno mundial. O que los gobernantes elegidos estarían tratando de suspender la Constitución a fin de asumir poderes dictatoriales. Ese tipo de afirmaciones se han venido haciendo desde hace muchas décadas y, según se asegura siempre, “esta vez sí se están implementado”, pero nunca llegan a serlo. Dado que esas afirmaciones han resultado ser erróneas docenas de veces, tiene más sentido asumir que los líderes actúan por los motivos comunes, tales como hacer ganancias u objetivos institucionalizados para los políticos. Por supuesto que ellos desean tener ganancias tan grandes como sea posible y ser elegidos por mayorías muy grandes, y eso los puede llevar a hacer cosas que son desagradables, pero nada que tenga que ver con crear un gobierno mundial único o suspender la Constitución.

Mark C. Partridge, uno de los editores de la revista «Diplomatic Courier», notando que el nacionalismo ha estado en ascenso, que tanto Rusia como China han reafirmado sus respectivas independencia y poder, que las tentativas de avanzar a un ordenamiento o gobernanza común o mundial han fallado notoriamente, que las Naciones Unidas parecen incapaces de mantener paz, progreso y estabilidad entre las naciones, etcétera, se declara escéptico de que tal ordenanamiento común a nivel mundial pudiera hacerse realidad antes de dos siglos.
Otros escépticos argumentan que la teoría de la conspiración lleva a la población a la desesperanza, cinicismo y modos de pensar confusos. Berlet, entre otros, argumenta que tales teorías favorecen movimientos populistas de derecha, los cuales desvían la atención de los verdaderos crímenes de Estado y sus causas institucionales:

Movimientos populistas de derecha pueden causar grave daño a una sociedad porque ellos a menudo popularizan la xenofobia, el autoritarismo, la demonización o culpabilización de las víctima y el conspiracionismo. Ellos pueden atraer a los políticos moderados a adoptar esas ideas a fin de atraer a los votantes, legitimando actos de discriminación (o incluso violencia) y abriendo la puerta para que grupos derechistas revolucionarios, tales como el fascismo, puedan reclutar desde movimientos populistas reformistas. (Berlet, op. cit)

Temores similares han sido expresados por investigadores asociados con el FBI. Esos autores sugieren gran cuidado al momento de aplicar las leyes en relación con esos grupos, en la medida que los miembros de los mismos podrían percibir como altamente opresivas o agresivas acciones por parte de los representantes de la ley que otros ciudadanos consideran normales. Por ejemplo, la solicitud de permisos, incluso el preguntar por qué un vehículo carece de matrícula o patente, ha llevado al asesinato de policías por parte de quienes se consideran «independientes» del gobierno. Esos autores notan que algunos han sugerido que las acciones de las fuerzas de la ley empeoraron la situación en situaciones tales como las de Ruby Ridge (1992) y Waco (1993), etcétera. En consecuencia el FBI emplea en la actualidad una aproximación de «reducción de tensión» en ese tipo de situaciones (op. cit.). 
Esas observaciones han llevado a algunos a manifestar preocupación porque estas teorías podrían llevar a individuos o grupos a practicar una «resistencia» que podría extenderse desde el hacktivismo patriótico al asesinato selectivo y el magnicidio, cualquier cosa desde el terrorismo por actos personales ─como posiblemente sean los ataques con carbunco en 2001─ incluyendo el ataque suicida como en el caso del atentado aéreo en Austin de 2010, pasando por el semiorganizado, organizado por grupos reducidos y aislados, como en el caso de Timothy McVeigh; la Conspiración terrorista de los supremacistas blancos (2002) y la Conspiración del gas venenoso (2003), a las organizadas por organizaciones extremistas propiamente tales, en lo que algunos temen se transformen las organizaciones de grupos paramilitares en EE. UU. Ver también Bree Olson, Britney Young y Sandy Sweet, y también Supremacismo blanco y Movimiento de Milicias en Estados Unidos).
Esos temores se han acrecentado con la divulgación de Los Diarios Turner (1978), novela que abiertamente promueve la revuelta contra el gobierno de EE. UU. y una guerra racial con la intención de eliminar «todas las razas no blancas», incluidas las hispanas, en todo el mundo. Esa novela ha sido asociada a varios hechos violentos, el más notable es el atentado de Oklahoma City en 1995.
La crítica a las actitudes que algunos de los proponentes de la teoría de la conspiración del NOM demuestran viene no solo de observadores externos. A pesar de que tales proponentes se presentan como profesando el libertarianismo, muchos de los partidarios son también abiertamente supremacistas, «eliminacionistas» y «dominionistas».